# Зилинский-Содоль, Петр
Петр Зилинский-Содоль (укр. Петро Зілинський-Содоль; 14 июля 1893, Вырва, Радомысльский уезд — 18 мая 1987, Олбани, штат Нью-Йорк, США) — украинский военный, полковник УНР в изгнании.

## Биография
В 1913 году окончил Виленскую школу старшин. Офицер царской армии, воевал на фронтах Первой мировой войны.
В октябре 1917 года вступает в Армию УНР, командовал сотней в Запорожском корпусе, впоследствии — 41-м пехотным полком, куренем (батальоном) в Корпусе УСС.
Отличился в составе Второго Запорожского полка в апреле 1918 года во времени Крымского похода, когда его сотня штурмом захватила Чонгарский мост на озере Сиваш. В том же походе его брат Иосиф был сотником в Первом Запорожском полку.
Адъютант штаба Второго Запорожского полка; командовал 31-м Роменским полком за Директории, Первым куренем Третьего полка Сичевых стрельцов. Был уездным комендантом Ямпольщины на Подолье.
Участник Первого Зимнего похода; по его окончании избежал интернирования в Польше, с 1921 года жил в Галичине.
В июле-августе 1941 преподавал в старшинской школе ОУН во Львове.
Выехал в Германию, с 1949 года — в США. В изгнании активно участвовал в гетманском движении, основал и возглавлял Общество запорожцев им. П. Болбочана. Правительством УНР в изгнании повышен в чине до полковника.
Его сын, Пётр Содоль — офицер США, участник войны во Вьетнаме, исследователь украинской истории.

## Комментарии
1. ↑  Среди выпускников 1913 года Виленского военного училища ( (укр.) Виленской школы старшин) Зилинский-Содоль (Содоль-Зилинский) Пётр не значится, как не значится он и среди русских (царских) офицеров периода Первой мировой войны, — не значится он, соответственно, ни в списках Георгиевских кавалеров, ни среди награждённых орденом Святого Владимира 4-й степени с мечами и бантом (См. «Высочайшие приказы по Военному ведомству о чинах военных» за 1913—1917 годы, в частности, Высочайший приказ от 06.08.1913; раздел «Поиск героев войны» портала «Памяти героев Великой войны 1914—1918 гг.»; картотеку на сайте «Офицеры Русской императорской армии» и др.). Однако, в конце 1916 года ускоренный четырёхмесячный курс Виленского военного училища окончил Содоль Пётр, произведенный 1 декабря 1916 года в прапорщики, со старшинством с 01.10.1916 и с зачислением по армейской пехоте (см. на сайте «Офицеры РИА» // Виленское военное училище. Выпускники: выпуск 01.12.1916), возможно имеющий какое-то отношение к петлюровскому офицеру Петру Зилинскому-Содолю, но прапорщик Содоль (Пётр) российскими орденами не награждался, тем более — такого высокого достоинства как орден Святого Георгия 4-й степени (высшая награда для обер-офицеров) и орден Святого Владимира 4-й степени с мечами и бантом, имеющиеся на изображении персоны.